# Да помогут нам небеса!
«Да помогут нам небеса!» (англ. Heaven Help Us либо англ. Catholic Boys)— кинофильм. Дата премьеры (США): 8 февраля 1985

## Сюжет
Фильм о подростках, о забавах, проказах и первых неудачах вступающих в жизнь юных американцев.

## Интересные факты
Фильм является режиссёрским дебютом в большом кино Майкла Диннера (ранее он снял ретро-телефильм «Мисс Одинокие сердца»).